# Гармсдорф (Лауенбург)
Гармсдорф (нім. Harmsdorf) — громада в Німеччині, розташована в землі Шлезвіг-Гольштейн. Входить до складу району Герцогство Лауенбург. Складова частина об'єднання громад Лауенбургіше-Зен.
Площа — 3,57 км2. Населення становить 318 ос. (станом на 31 грудня 2020).